# Stanisław Wojciechowski (nauczyciel)

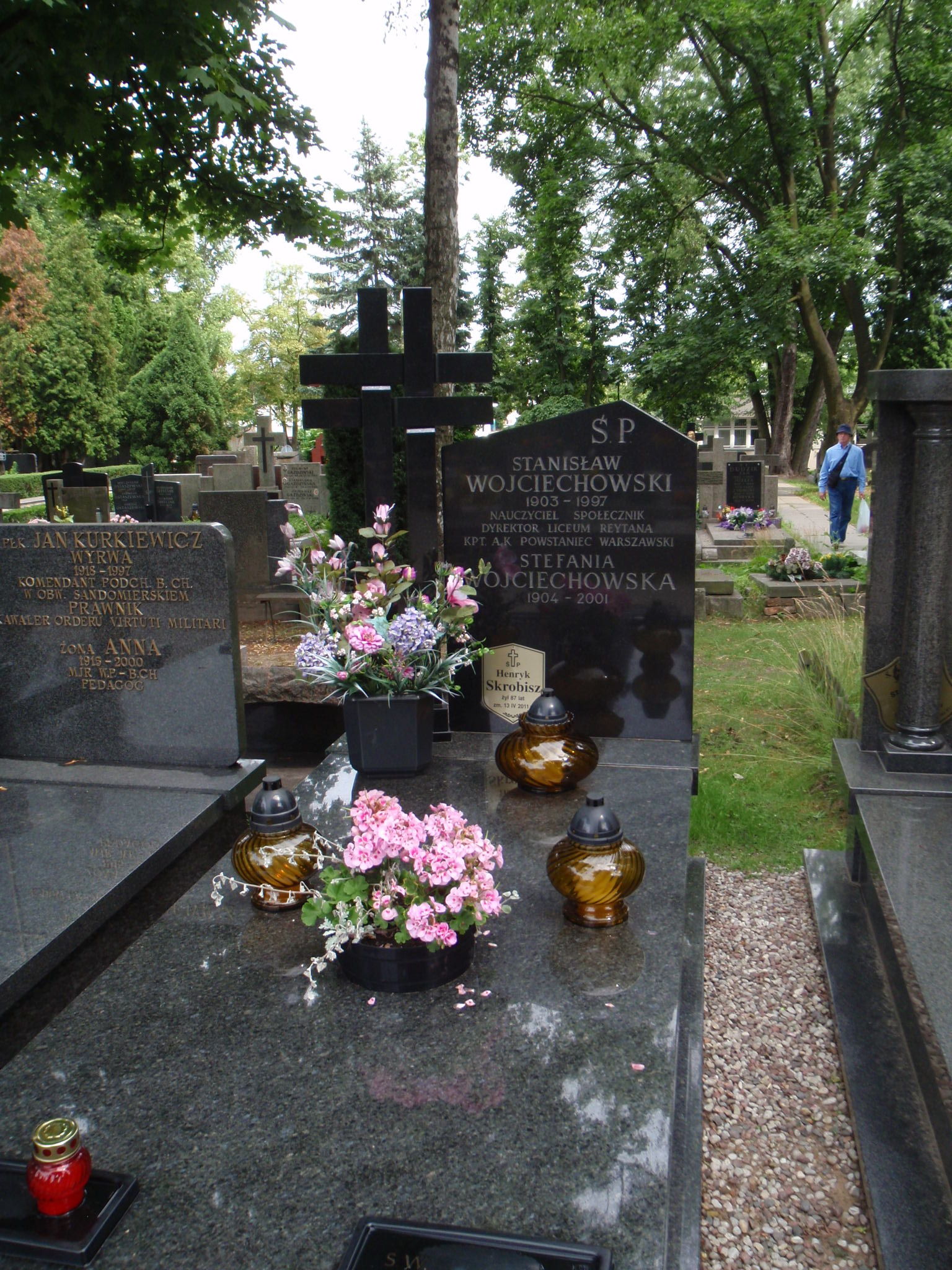
Grób Stanisława Wojciechowskiego na cmentarzu Wojskowym na Powązkach

Stanisław Wojciechowski (ur. 26 kwietnia 1903 w Regnowie, zm. 13 stycznia 1997 w Warszawie) – warszawski nauczyciel, dyrektor VI Liceum Ogólnokształcącego im. Tadeusza Reytana w Warszawie.

## Praca i życiorys
Urodzony w Regnowie (powiat Rawa Mazowiecka). Ukończył gimnazjum w Janowie Lubelskim (1923) i Państwowy Instytut Nauczycielski w Warszawie (1938). Pracę nauczycielską rozpoczął 1 października 1923 roku w powiecie węgrowskim, gdzie mieszkał do 29 maja 1941 roku (początkowo pracował jako wykładowca, a następnie kierownik). 
W okresie okupacji niemieckiej komendant powiatu węgrowskiego Komendy Obrońców Polski. Kapitan Armii Krajowej, pseudonim „Wiesław”, „Wrzos”, „Wojnicz”; wydawał i wykonywał wyroki na kolaborantach. Poszukiwany przez Gestapo, ukrywał się. Brał udział w powstaniu warszawskim, po którego upadku dostał się do obozu. Korespondent wojenny w Biurze Informacji i Propagandy Komendy Głównej AK. 
Wrócił do kraju 1 sierpnia 1945 i we wrześniu podjął pracę zawodową jako podinspektor szkolny. Był kolejno dyrektorem Państwowego Wyższego Kursu Nauczycielskiego w Warszawie (od 1948), wizytatorem Zarządu Głównego Towarzystwa Przyjaciół Dzieci (od 1950). Od 1 września 1953 do 1974 był dyrektorem Liceum im. Tadeusza Reytana w Warszawie. Pracował czynnie w Związku Nauczycielstwa Polskiego, poczynając od 1 października 1923. Pełnił różne funkcje; był wiceprezesem Zarządu Oddziału Dzielnicowego Warszawa-Mokotów, członkiem Zarządu Okręgu Stołecznego, zastępcą członka Zarządu Głównego. Był członkiem Zjednoczonego Stronnictwa Ludowego, przewodniczącym Komisji Oświaty przy Komitecie Warszawskim ZSL. Publikował drobne artykuły w „Głosie Nauczycielskim” i innych pismach. Był autorem dwuczęściowej monografii Regnów: miejscowość ziemi rawsko-mazowieckiej w dokumentach i świadomości ludzi (1993). Wygłosił szereg odczytów pedagogicznych na temat politechnizacji w Liceum im. Tadeusza Reytana. Wykładał przedmiot „Wiadomości o Polsce i świecie współczesnym”. 
Mieszkał w Warszawie przejściowo w latach 1926–27, 1936–38, 1941–44, a na stałe od 1945. 
Był pomysłodawcą stworzenia „Stowarzyszenia Reytaniaków”. Według wspomnień Marka Barańskiego i Janusza Kijowskiego jako dyrektor szkoły roztaczał „parasol ochronny” nad opozycyjną działalnością harcerską 1 Warszawskiej Drużyny Harcerskiej im. Romualda Traugutta „Czarna Jedynka”.
Zmarł w Warszawie, pochowany na cmentarzu Wojskowym na Powązkach (kwatera A-1a-28). Felietonista „Polityki” Ludwik Stomma tak opisał pogrzeb Stanisława Wojciechowskiego: Na cmentarzu był tłum. Około tysiąca uczniów wszelkich roczników (Wojciechowski był dyrektorem liceum od 1953 do 1974). Pogrzeb przerodził się w manifestację. Naiwna zapewne i kiczowata, jakich wtedy, pośród nieoficjalnych obchodów, nie brakowało, ale spontaniczna i wzruszająca. Ktoś wrzucił do grobu woreczek ziemi spod liceum, ktoś zaintonował „Boże, coś Polskę”, którą śpiewali wszyscy w radykalnej oczywiście wersji: „Ojczyznę wolną racz nam wrócić, Panie...” A przecież nie był Wojciechowski żadnym opozycjonistą.

## Ordery i odznaczenia
Odznaczony: Złotym Krzyżem Zasługi, Medalem 10-lecia Polski Ludowej, Złotą Odznaką Honorową m. st. Warszawy, Złotą Odznaką WNP, Brązową Odznaką Odbudowy Warszawy, Odznaką Pamiątkową Towarzystwa Szkoły Świeckiej, Medalem Komisji Edukacji Narodowej, Odznaką tytułu honorowego „Zasłużony Nauczyciel PRL”, Medalem za zasługi dla miasta Stołecznego Warszawy, Krzyżem Kawalerskim Orderu Odrodzenia Polski, Krzyżem Armii Krajowej, Medalem Wojska nadanym przez MON w Londynie.